# Fornells Park
Fornells Park és un veïnat del municipi català de Fornells de la Selva al Gironès.

## Lllocs d'interés
- El jaciment arqueològic de Fornells Park